# Gare de Sidi Amar (Saïda)
Pour les articles homonymes, voir Gare de Sidi Amar.
La gare de Sidi Amar, est une ancienne gare ferroviaire algérienne située dans la commune de Sidi Amar, dans la wilaya de Saïda.

## Situation ferroviaire
Établie à une altitude de 572,690 m, la gare est située au point kilométrique (PK) 182,700 de la ligne d'Oran à Kenadsa, où elle est précédée de l'ancienne gare de Sidi Boubekeur et suivie de l'ancienne gare de Hammam Rabbi. 

## Histoire
Lors de la colonisation, la gare portait le nom de gare de Franchetti.
La gare est mise en service le 28 septembre 1879 lors de l'ouverture de l'ancienne ligne à voie étroite de 1 055 mm d'Arzew à Saïda où elle était précédée de la gare de Charier (gare de Sidi Boubekeur)  et suivie de la gare des Eaux-Chaudes (gare de Hammam Rabbi),,.